# Korea Telecom Freetel
KTF (Korea Telecom Freetel, KSE: 032390, KOSPI: KTF) è una società di telecomunicazioni sudcoreana. L'amministratore delegato attuale è Cho Young-Chu.
Nella Corea del Sud ha 12 milioni di abbonati.
Nel 2003 KTF ha ricevuto un ordine dalla PT Mobile-8 Telecom dell'Indonesia per un servizio di consultazione completo.
Ha anche siglato un contratto per l'esportazione di sistemi di gestione di reti CDMA investendo 10 milioni di dollari statunitensi nell'impresa di telefonia indonesiana.
In India ha firmato un contratto di 2,65 milioni di dollari per la costruzione della rete CDMA.
KTF detiene il 25% di CEC Mobile della Cina, dopo aver investito una somma di 4,5 miliardi nel 2002.
I due più grandi azionisti di KTF sono Korea Telecom (44,55%) e NTT DoCoMo (10,03%).